# 五式戦闘機
川崎 キ100 五式戦闘機
- 用途：戦闘機
- 分類：軽単座戦闘機
- 設計者：土井武夫
- 製造者：川崎航空機
- 運用者： 大日本帝国（日本陸軍）
- 初飛行：1945年2月
- 生産数：393機（諸説あり）
- 生産開始：1945年2月
- 退役：1945年8月
- 運用状況：退役

五式戦闘機（ごしきせんとうき）は、第二次世界大戦時の大日本帝国陸軍の戦闘機で、三式戦闘機(飛燕)の液冷エンジンを星形空冷エンジンに換装した改良型である。キ番号（試作名称）はキ100。略称・呼称は五式戦だが、陸軍の各種公文書上では五式戦闘機（あるいは五式戦）の呼称は一度として用いられておらず、キ100とだけ表記される。
他の陸軍機に用いられた公式愛称、また本機固有の連合軍コードネームも存在しない。ただし書類上などでは便宜上（三式戦闘機のコードネーム「Tony」にならって）「Tony II」とされたことがあったという。川崎内では「きのひゃく」または「ひゃく」、陸軍航空敞では「きひゃく」または「ひゃく」と呼ばれていた。以下、本項では一般的な認知度の高い「五式戦闘機」の呼称を用いる。
開発・製造は川崎航空機、設計主務者は土井武夫。

## 概要
帝国陸軍最後の制式戦闘機とされる軍用機である。
製作不良・整備困難などから液冷エンジン、ハ140（またはハ40）の供給不足に陥り、機体のみが余っていた三式戦闘機に急遽空冷エンジン、ハ112-IIを搭載し戦力化したものであるが、時間的猶予の無い急な設計であるにもかかわらず意外な高性能を発揮、整備性や信頼性も比較にならないほど向上した。五式戦闘機は大戦末期に登場し、また生産数も少ないために実戦での活躍は少ないが、末期の日本陸軍にとり相応の戦力となった。離昇出力は1,500馬力と四式戦闘機には及ばないものの空戦能力・信頼性とも当時の操縦士には好評で、アメリカ軍の新鋭戦闘機と十分に渡り合えたと証言する元操縦士も多い。
本機には正式な制式指示がなく、「陸軍最後の制式戦闘機」でもなければ、制式化されていないが故に「五式戦闘機」という名称自体が便宜上のものとする説もある。

## 開発の経緯
本機は上述の通り、三式戦闘機に搭載されていた液冷エンジン、ハ140またはハ40に生産上・整備上著しい不備が有ったため、これを空冷エンジンであるハ112-IIに換装し、それに伴い必要な措置を取ったのみの、急造の機体である。機体自体は急降下時の制限速度が850 km/hと高いものであったり開発時のテストで主翼の主桁が15 Gに耐えられるなど非常に頑強なものであった。また液冷エンジンに合わせて胴体幅は最大で840 mmに抑えられていた。原型機の設計、機体構造やその運用の歴史などについては、三式戦闘機または三式戦闘機#開発の経緯と機体内部構造を参照。

### 三式戦闘機二型における発動機供給問題
五式戦闘機は、前面投影量が少なく空気抵抗の少ない液冷エンジンを搭載した三式戦闘機二型の機体に、本来搭載の予定されていなかった直径の大きな空冷星型エンジンを緊急に取り付けて戦力化したものである。
三式戦闘機は元々、ドイツ製液冷倒立12気筒エンジンダイムラー・ベンツ DB 601を国産化し川崎がライセンス生産していたハ40（離昇出力1,175馬力）を搭載していた。初期型の三式戦一型甲/乙型は12.7 mm機関砲4門、または12.7 mm機関砲2門と7.7 mm機関銃2門の武装を備えて590 km/hを発揮した。登場時期においては相応に優秀な機体であり、戦局は有利に運ばなかったものの、1943年から1945年にかけ、ニューギニアとフィリピンで連合国の機体を相手としてよく戦った。

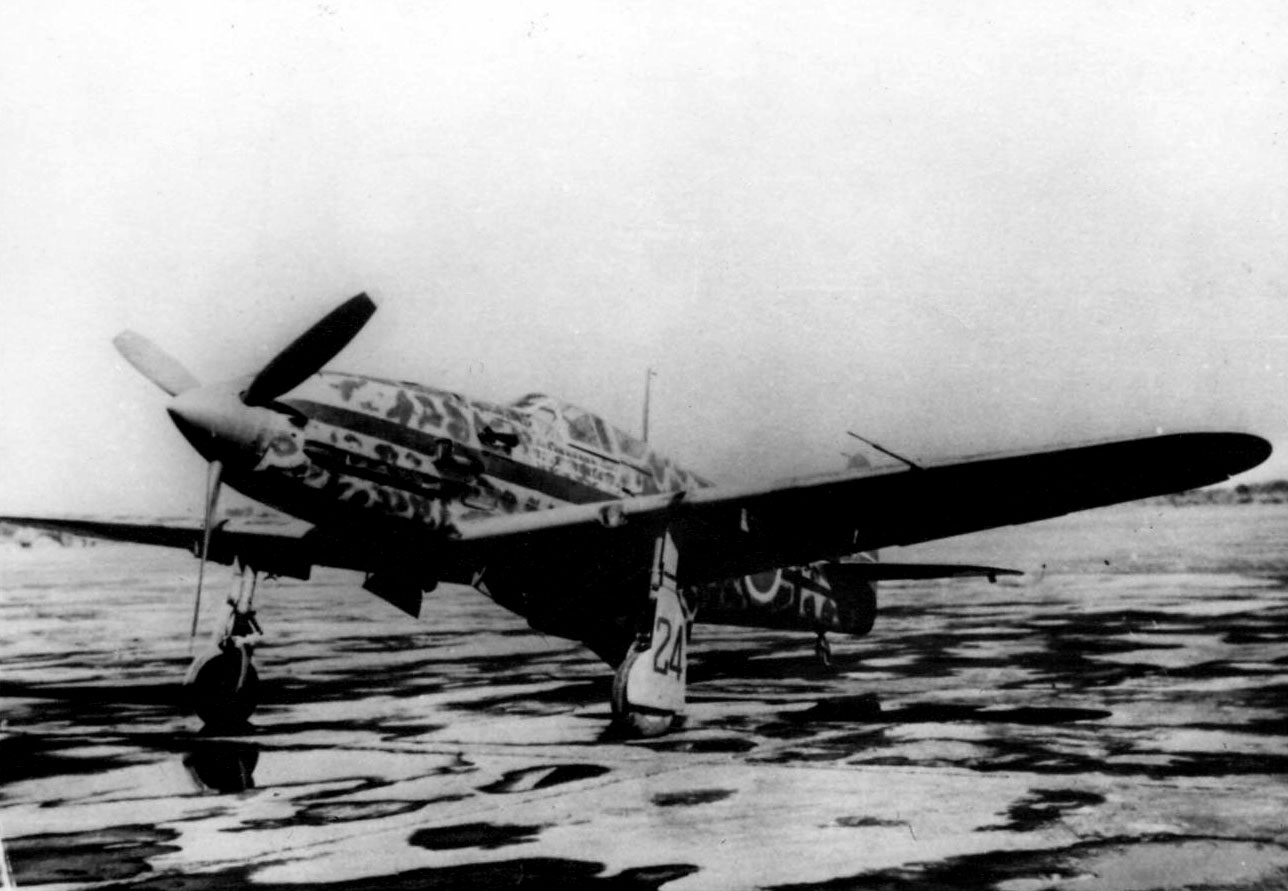
三式戦闘機の前面写真。細身の水冷エンジンを装備している

ただし液冷式航空エンジンの生産は、当時の日本の機械加工技術では手に余った。多気筒直/並列エンジンは構造上クランクシャフトやカムシャフトが星形より長くなるが、当時の日本では、長い部材に必要な精度と強度を持たせる加工が困難であった。また一部合金の制限などを受けながら生産したという事情もあり多くの不具合が生じた。また前線の整備兵も液冷エンジンの取り扱いには不慣れであった。原因としてマニュアルの不備、教育の不徹底、整備方法の拙劣さが挙げられる。これらは三式戦闘機の稼働率と直結し、直接の戦闘力はともかく、信頼性と戦力定数を揃える上でかなりの不満があるものであり、川崎内部でも以前より空冷化案が出ては立ち消えていたという。
後期型の三式戦一型丁は12.7 mm機関砲2門に20 mm機関砲2門と武装を強化し、また相応の防弾性能を持たせたが、改造による重量増で速度が560 km/hに落ち、上昇力が低下するなど飛行性能は悪化した。三式戦闘機のこれ以上の性能改善にはより強力な新型エンジンが必要な状況であった。特に過給器など高空性能を支持するエンジン技術には不足が多く、高度10,000 m付近では水平飛行を維持する、もしくは浮かんでいるのがやっとの状態であり、この高度を巡航するB-29の迎撃はおぼつかなかった。従ってB-29の邀撃には待ち伏せして一撃をかけるのが精一杯であった。この高空性能の不足は最後まで改善を見ず、三式戦闘機においては機銃の一部や防弾装甲などを外してなんとか戦闘空域まで上昇し、体当たり攻撃が行われたほどであった。
1942年春、ハ40の基本的な構造はそのままとし、1,500馬力級液冷倒立V12気筒エンジンハ140の開発が行われた。この新型エンジンは吸気圧を上げてエンジン回転数を2,500 rpmから2,750 rpmとし、離昇出力を1,175馬力から1,500馬力に高め、大型化した過給器の冷却のために水メタノール噴射装置を導入したものである。しかしながらこのエンジンの生産は非常に難航した。このエンジンを搭載した最初の型式であるキ61-IIは、1943年9月から1944年1月までに8機の試作で中止され、9機目からはキ61-II改、三式戦闘機二型として生産されたが、1944年8月までに30機の増加試作を経ても、未だにエンジンであるハ140の生産が安定するには至らなかった。明石工場に通いトラブルの調査を行っていた審査部の名取智男大尉も、ハ140には見込みが無く、整備屋としてこれに乗って飛んでくれとはとても言えないと考えていた。
エンジンの生産数を見るならば、44年7月に20台納入の予定が8台、8月は40台納入予定がわずかに5台、9月に至っては1台であった。一説にはこの時海軍のアツタを調達して装備することが検討されたとも言われるが、両エンジンの仕様の違いなどから実現しなかった。1944年8月には三式戦二型の実戦化に見切りが付けられた。機体の生産の削減が行われ、代わりに四式重爆撃機の生産が指示される。削減後にも工場内において低調な生産が続けられ、1944年12月から1945年2月の時期には三式戦二型の首無し機体が常時200機程度、川崎の工場内に滞るという異常事態が起きた。航空戦力として全く期待ができない状況であった。
最終的に三式戦闘機二型の生産は100機程度で一旦打ちきられることとなった。しかし、アメリカ軍の爆撃により完成機の一部が破壊され、陸軍に納入されたのは60機程度であった。なお、1945年6月から8月の整備計画には三式戦闘機が残されていることから、ハ140の生産が安定すれば生産が再開された可能性がある。

### 空冷発動機への換装
三式戦闘機二型の実戦化が遅々として進まない段階において、川崎の工場内にはエンジンの装着されない三式戦闘機が並べられているのが常態化していた。この状況から、航空審査部飛行実験部長の今川一策大佐らは、1943年末頃に早くも三式戦闘機の空冷化を提案している。これはキ61-II、最初の8機の試作が完成した頃から既に行われていた提案であった。つまり、母体となったキ61-IIの完成前から、既に五式戦闘機の計画が存在していたのである。
設計主務者の土井にとっても首無し機が並ぶこの状況は受け入れがたいものであり、三式戦闘機の空冷エンジンへの換装を考慮したこともあった。1944年初期にはかなり空冷化に気持ちが傾いていたとされる。しかし、同じ川崎の明石工場ではハ140の生産に心血を注いでおり、これは提案できる状況ではなかった。
また、海軍はハ40と同様にDB601をライセンス生産したアツタを愛知航空機に生産させ、彗星艦上爆撃機に搭載していたが、これの性能向上型であるアツタ32型（離昇出力1,400馬力）もやはりハ140と同様に量産に苦労しており、彗星の空冷化が考えられていた。これを知った航空本部総務課の技術主任である岩宮満少佐は、土井に対し、三式戦闘機のエンジンを、一〇〇式司令部偵察機で実績のある1,500馬力級空冷星型エンジンのハ112-II（詳しくは#ハ112-IIを参照）に換装するよう提案する。土井は既に覚悟を決めていたのか理解を示したようであるが、話はうまくは進まなかった。この原因に関し、渡辺 (2006)の説に拠れば、三式戦二型の空冷化を図れば、ハ140を生産している川崎航空明石工場は当面生産ラインが遊ぶこととなり、これを軍需省が問題としたらしい。またハ112-IIの供給も潤沢とは言えない状況であった。最後に土井も懸念した、川崎明石工場各位への「人情」が挙げられた。
だが1944年4月、今川大佐は水冷エンジンの戦力化に見切りを付ける決心を固め、川崎に対して内密に空冷化を打診した。8月または9月には三式戦闘機二型が100機程度で生産を打ち切ることが決定された。軍需省は1944年8月の二型の生産縮小の後、1944年10月1日、川崎に対し、首無しの三式戦に空冷発動機を搭載したキ100の開発を指示した。古峰（2007）の文献によれば、指示の時期は川崎航空機工業株式会社『航空機製造沿革』において11月とも記載される。前掲文献によれば、この月の首無し二型の在庫は68機であった。空冷化にあたり選定されたエンジンは金星62型、陸軍名称ハ112-IIであった。これはハ140と同様の離昇出力1,500馬力級エンジンであるが、空冷星型14気筒の構造を持ち、栄よりやや大型で、直径は1,218 mmである。
なお古峰 (2007)は、キ99とキ101の試作指示が1943年7月9日に出されていることから、キ100もこの頃には既に機体番号を与えられ、ある程度の検討が成されていた可能性を指摘している。

### 開発・設計

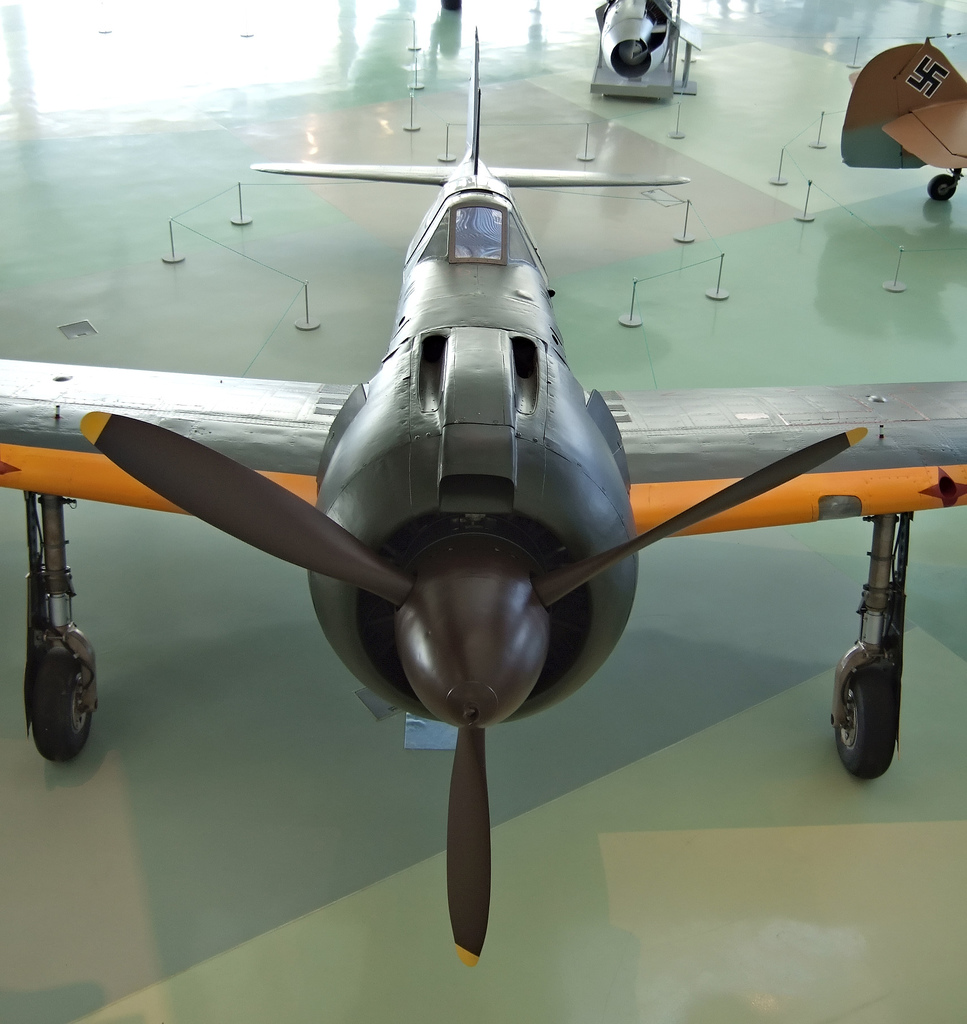
正面から見るとエンジンカウルと胴体の間(側面)に段差があることがわかる

エンジンの換装が決定したが、技術的問題は胴体幅840 mmの三式戦闘機に、直径1,218 mmのハ112-IIをどう搭載するかであった。土井によれば、カウリングでエンジン周囲を覆うなどの処置を行うと、この部分の幅は最小でも1,280 mmになった。幸いにも発動機を搭載するため機体に装備される発動機架は少々の改造で設置することができ、また三式戦闘機の主翼と胴体の接合は、少々の重心位置変更には比較的容易に対応できる構造でもあった。
単純に空冷エンジンを載せると胴体の外形において左右に200 mm以上の段差ができるが、この部分を放置すれば機体外形に沿って流れ込む空気の渦流を生じ、大きな空気抵抗となる。この部分の胴体を滑らかに整形すれば空気抵抗は減少するが、機体外板を大きく覆うことで重量が増加した。最終的にこの部分にはドイツから輸入していたFw190A-5の設計が参考とされた。カウリング左右の後半部分にエンジンの排気管を集中させ、左右6本ずつの推力式単排気管とし、エンジンの排気で渦流を吹き飛ばす処置が採られた。このため胴体の整形は大型のフィレット（翼と胴体を滑らかに接合し、空力的特性を良くするためのつなぎの部分）を設置するなど、最小限で済んだ。
また前部では胴体の深さも下部に向かって若干増しており、エンジンの下に当たる部分には潤滑油用ラジエータ(滑油冷却器)を新設。空冷化に伴い、不要となったラジエーターは胴体下方から取り外され、除去後の機体下部はフラットに整形された。
設計変更部分はほぼ胴体前部のみということもあり、正式発注からわずか3ヵ月後の12月末には既に設計完了し、1945年2月1日または11日には初飛行に成功した。短期間での開発ながら意外な高性能が認められ、2月中には五式戦闘機として採用された。首無しで放置されていた機体は2月の時点で約200機存在したが、これの改造も含め、大増産が開始されることとなった。ただし歴史群像編集部 (2011) p.77によれば、あくまで三式戦闘機二型の補助と言う位置づけであり、並行生産されていた。しかし1945年7月には三式戦闘機二型の生産は打ちきられ、生産は五式戦闘機に一本化されている。
五式戦闘機の武装は三式戦闘機一型丁または二型と変わらず、機首に20 mm機関砲ホ5×2門（弾数各200発）、翼内に12.7 mm機関砲ホ103×2門（弾数各250発）である。
ほか、機首の短縮により、若干前方視界が向上した。

### キャノピーの変更
三式戦闘機は旧来、Bf109などと同様、キャノピー後部と胴体が一体化したファストバック式風防を採用している。特に視界についての大きな苦情は前線部隊から呈されなかったとする文献と、苦情が有ったとする文献がある。いずれにせよおおよそ1944年12月以降または6月以降に生産された五式戦闘機の機体は、日本機で一般的な涙滴型風防となった。なお、キャノピーの違いによる型番の違いはない。いずれにしても五式戦闘機I型である。ただし、便宜上ファストバック型を一型甲、涙滴型を一型乙と呼ぶ場合があるとの説もある(後述)。なお涙滴型については日本の工業力の低さなどからキャノピーの「合わせ」はあまりよくなく、隙間に大量のグリースを注入しておかねば、飛行時に操縦士は振動から来る轟音に襲われたとする資料もある。また現存機を確認したところによれば、涙滴型キャノピーの固定部と可動部の合わせの部分には10 mmもの隙間があり、気密性はあまり期待出来なかったようだ。

### 量産化と生産数
採用後は急ピッチで量産が進み、2月の時点で工場内に200機滞留した「首無し」機体を五式戦闘機に改造した。多賀 (2002) によれば、エンジン不調の三式戦闘機が五式戦闘機に改造されたともし、太平洋戦争研究会 (2001) も、ハ40の問題で納入されなかった一型からの改造機もあったとする。
その後は月産200機を目標に製造が続けられた。2月に1機、3月に36機、4月に89機と、量産は急速に進んだ。定説では3機の試作機を含め合計で393機が生産されたとされる。多くの三式戦闘機装備部隊が五式戦闘機に機種改変を行った。5、17、18、59、111、112、244の各戦隊が五式戦闘機を受領している。ただし生産規模は所詮400機足らずであり、全てが置き換えられた訳ではない。
生産数は文献により分かれる。片渕によれば岐阜工場で1945年2月に1機、3月に36機、4月に89機、5月に131機、6月に88機、7月に23機、8月に10機、合計で381機が生産または改造され、それとは別に都城工場で17機以上が生産されたとしている。従って総計を398機＋αとしている。渡辺 (2006)、ピカレッラ (2010)では試作3機を含め総生産数を390機としている。いずれにせよ、うち275機は「首無し」の三式戦闘機二型からの改造であると推測され、上述の通り一型からの改造機も有ったとする説もある。
なお6月以降の生産数が急激に減少しているのは、1945年6月から7月にかけて、川崎飛行機岐阜工場および周辺工場が空襲で被害を受けたためである。またハ112-IIの生産力にも限界があり、さらに1944年12月には三菱の発動機工場が空襲の被害に遭い、生産の停滞が目立ち始めた。

### 感謝状
川崎航空機には1945年7月14日、陸軍大臣阿南惟幾よりキ100の開発について感謝状を贈られている。

## ハ112-II
五式戦闘機に搭載されたハ112-IIは元々は海軍で採用されていた三菱製の航空用発動機であり、海軍名称を「金星六二型」という。空冷二重星型14気筒（7気筒複列）で燃料噴射式、ボア140 mm×ストローク150 mm、シリンダー当たりの排気量2.31リットル、総排気量32.34リットル。圧縮比7.0、回転数は2,600 rpm（最大許容回転数2,680 rpm）。直径320 mmの遠心式2速過給器を備え、増速比は1速7.0、2速9.2。離昇出力は+500 mmHgで1,500馬力、公称出力は+300 mmHgで1速1,350馬力（高度2,000 m）、2速1,250馬力（高度5,800 m）。重量は675 kg + 補機19 kg。寸法はおおよそ全長1,660 mm、全幅1,280 mm、水メタノール噴射機構付きである。
この装置は吸気圧を自動的に感知し、必要な時に必要なだけの冷却を行い、さらにガソリンの量を制限して代わりに水で出力を得るといった機構を持つ。高度・空気温度・吸気圧・加速レバーと連動して自動的に適切な量が噴射されるが、手動での調整も可能であった。噴射はシリンダーに直接行われるものではなくその直前の吸気管（ポート）内で行われる。
ハ112-IIは陸軍でも1943年（昭和18年）3月より一〇〇式司偵三型で運用されており、五式戦闘機が実際に計画に移された1944年（昭和19年）10月頃には、すでに十分な運用実績が有った。なお一〇〇式司偵三型については、高度8,000 mから10,000 mで優れた性能を発揮したという。
ハ112-IIの信頼性と整備の難易に関し、一部兵員からは「燃料と潤滑油を入れれば、いつでも飛ぶ」といった評価があったとされる。さらに三式戦闘機二型（および一型）が搭載した水冷式エンジンの惨たる稼働率の反動もあり、信頼性の高さは大歓迎された。ただし金星自体は1936年（昭和11年）以来永く実績のある、実によく回るとされるエンジンながら、金星六二型は採用されて数年の新型エンジンであることは確かであり、また水メタノール噴射装置、燃料噴射ポンプという新機構も用いられている。ハ112-IIはハ140とは比較にならない信頼性を持っていたにしても、絶対的な信頼性があったとまでするには至っていなかったともされ、飛行第244戦隊では、内地での基地移動時に多数の脱落機を出したエピソードが存在する。
ちなみにハ112-IIルは、エンジン本体は同じもので、排気タービン「ル2」を増設したもの。これは重量54 kg、ブレード平均直径276 mm、同長さ43 mm、同数80枚の単段式のもので、回転許容は20,000 rpm、タービン入り口の排気ガス温度は700度であったという。ハ112-II自体は1段2速過給器であるので、排気タービンを加えると2段2速式となる。なおエンジン側に元々水エタノール噴射装置があるため、新たな冷却装置（インタークーラー）は装備されていない。ただしこの要目はあくまで一〇〇式司偵の文献を参照し紹介しているもので、五式戦闘機二型に装備されたものと全く同じ要目であるとも限らないため、参考にとどめて頂きたい。
一〇〇式司偵の場合、この過給器の有無で、高度10,000 mにおいて50 km/hの差を生じたという。当時、三菱の航空機発動部に所属していた曾我部正幸は、五式戦闘機二型とほぼ同様に試作機4機のみの完成で敗戦を迎えたものの、実用化の見通しは少なからざる問題があったにせよ、ついていたと回想している。曾我部の提示する性能曲線グラフによれば、ハ112-IIルは高度10,000 m以上でも1,200馬力以上を発揮でき、これは高度5,800 mでのハ112-IIの出力とほぼ同等である。

## 甲型と乙型
五式戦闘機一型には艤装の違いにより一型甲や一型乙などと十干を付して呼び分ける書籍が存在する。これらは軍による公式な呼称ではなく戦後になって流布した便宜上の呼称でしかないが、一型甲と一型乙とを分ける定義には以下のような解釈が有り、定説は存在しない。
- 三式戦闘機初期の時代から用いられていたファストバック型キャノピーを持つ機体を甲型とし、涙滴型キャノピーに改良された機体を乙型とする説[48][54]。キャノピーについて言及されている文献も渡辺 (2006)、多賀 (2002)など比較的多く、最も一般的な説または解釈である。
- 二型を改造して生産した275機の後に新造された機体は翼内の12.7mm機関砲が廃止されており、それを乙型としたと言う説[79]。キャノピー形状ではなくこの武装変更によって五式戦闘機一型甲型、乙型を呼び分けたとされる。
- 3機の原型機がキ100-I乙型の名称で計画・試作され、それを元に改造された首無し三式戦闘機275機がキ100-I甲型であるという説[80]。これはピカレッラ (2010) によるもの。ならその後に新規に生産された機体は乙型なのかと言うと、ピカレッラはそれを直接定義せず、甲型の生産途中でなされた各種の改良が中後期生産型である乙型に取り入れられたとしているだけである[81]。

## 五式戦闘機二型
1945年2月から開発に着手した型で、ターボ過給器（排気タービン）「ル102」搭載のハ112-IIル(離昇出力1,500馬力)を搭載した機体である。このエンジンの排気タービンは海軍の雷電 (航空機)、一〇〇式司偵などで装備試験が実施された物である。このエンジンは高度10,000 mで1,000馬力を発揮した。重量は従来のエンジンより150 kg増加したが、高度10,000 mまで18分で到達した。速度は高度8,000 mで590 km/h、高度10,000 mで565 km/hを発揮した。過給器および空気取り入れ口は一型と異なり、機首下面に装備された。もともとあった薬莢殻入れは撤去され、機外に排出されるかたちに改められている。高々度戦闘機であるため燃料冷却系の装置は撤去された。実用化されれば日本陸軍で唯一の排気タービン装備の実用単発戦闘機となっていたであろう本機であるが、エンジントラブルは少なく、担当の一人である航空審査部の名取少佐は、何分1機を審査したのみであるので正確な稼働率はわからないにせよ、手応えは相当によかったと回想している。この排気タービンについてより詳しくは#ハ112-IIも参照のこと。
この型の機体は4月に設計が完了し、5月には試作機が作製された。9月から量産が予定されていたが、敗戦のため試作機3機に終わった。

## 性能
本機の飛行性能に関し、好意的な評価や証言が多数見られる。五式戦闘機に対する操縦者からの評価は総じて高く、陸軍戦闘機最優秀とする意見も少なくない。川崎のテスト操縦士からの評価も上々であった。ただし、性能に顕著な差を感じるほどではないとする証言もある。なお、当時の文書において、高速で鈍重な三式戦闘機二型を「重戦」、低速で軽快な五式戦闘機を「軽戦」とした書類も存在したとされ。三式戦闘機二型と比較して「軽戦」(軽戦闘機)と言われる事もあったという。

### 武装
武装は前述の通り、五式戦闘機の武装は三式戦闘機一型丁または二型と同様、機首に20 mm機関砲ホ5×2門（弾数各200発）、翼内に12.7 mm機関砲ホ103×2門（弾数各250発）を装備している。

### 信頼性
空冷エンジンであるハ112-IIの搭載に伴い最も向上したのは信頼性・実用性である。前述の通り五式戦闘機に搭載されたハ112-IIは従来の三式戦闘機が搭載していた液冷エンジン、ハ140またはハ40とは比較にならないと言っても良い信頼性を発揮し、燃料と油を入れればいつでも飛べると評されるなど、各所で高く評価された。

### 機動性
エンジンを換装した結果、機体からラジエーターおよび配管とバランス調整のため搭載されていた胴体後部バラストも撤去することとなった。エンジンだけでハ40と比較して80 kg、ハ140と比較して160 kgも軽量化されている。
これにより五式戦闘機は、自重で三式戦闘機二型の2,855 kgから2,525 kgへと、330 kgの軽量化がなされた。これは一型丁の2,630 kgよりもなお100 kg軽いものである。結果、機動性に影響を及ぼす翼面荷重は192 kg/m2から180 kg/m2へと低下した。
他の利点として、機首の短縮とバラスト・ラジエータの撤去は、重量物を重心近くに集める結果となる。こういった意味からも機動力が向上しているとみられる。ただし直接の関連性は不明だが、機体の上下(ピッチ)の安定性不足を指摘する証言もある。本機を駆って戦い、戦後進駐軍に請われて本機の空輸を担当した稲山英明大尉は、やはり機首が短いため縦の安定性が悪く、離陸直後の低速時には姿勢保持に注意が必要だったと回想している。

### 速度・高々度性能・上昇力
五式戦闘機は三式戦闘機よりも前面投影量が増えたため空気抵抗が増し、二型の610 km/hと比較して580 km/hと「最高速度」は低下している。ただし二型は60機程度が配備されたに過ぎず、一般的に配備されていた一型丁の560 km/hよりは向上が見られた。すなわちエンジン出力が従来の1,175馬力から1,500馬力へと増強されており、従来から多数配備されていた一型丁と比べれば名目上で20 km/h、実際には35 - 40 km/hの速度向上が見られた。巡航速度では一型との比較で50 - 60 km/h向上したという。
また「丸」編集部によれば同じエンジンを装備した零式艦上戦闘機五四型と比較して、速度も上昇力も上回っている。
五式戦闘機は高々度性能も日本機としては悪い物ではなく、三式戦闘機よりも上回っていたという証言もある。例えば、飛行十八戦隊操縦士の角田大尉による三式戦闘機では高度6,000 mから8,000 mのB-29に上方からの一撃をかけるのがやっとだったが、五式戦闘機では一度降下したあと再び上昇して二撃(下面攻撃)をかけることが可能で実際にB-29を撃墜したというものがある。なお、高々度性能を向上させるため、両翼の12.7 mm機関砲を撤去し更なる軽量化を行った部隊もあったらしい。
なお、カタログスペック上の上昇性能は二型と同等程度である。また高度5,000 mまでの上昇力は6分と二型とは同等であるものの、一型丁を1分上回り、四式戦闘機よりも優れたものである。また急降下性能は三式戦闘機譲りの大変優れたものであった。

## 実戦部隊からの評価

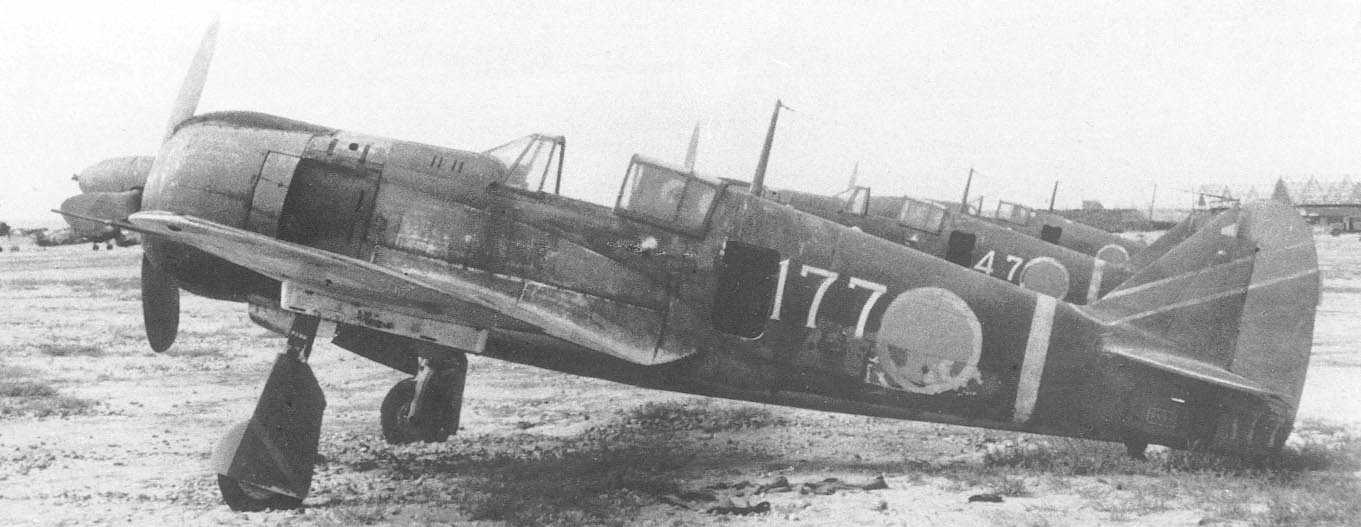
飛行第59戦隊所属の一型甲

前述の通り各所からの評判の非常に高かった本機であるが、五式戦闘機を称える顕著な例としては、明野教導飛行師団の檮原秀見中佐が五式戦闘機を操縦し、模擬空戦において2,000馬力級の四式戦闘機3機を相手に有利に戦い、その上航空本部に五式戦闘機1機は四式戦闘機3機以上の価値があるから全力生産を行えとの進言を行ったとする説がある。常陸教導飛行隊でも四式戦闘機と五式戦闘機を比較し、特に上昇力、旋回性能など、文句なく五式戦闘機が上と結論している。
五式戦闘機を装備した飛行第59戦隊は、P-51となら対等、F6Fなら問題無し、F4Uならカモと評した。第244戦隊長小林照彦少佐などは「五式戦闘機をもってすれば絶対不敗」とまで言ったという。
実際の操縦者たちからも、好意的な証言が多く見られる。
飛行第244戦隊第1中隊長生野文介大尉は弾切れの状態で8機のP-51と交戦するなどしたが、五式戦闘機でP-51に撃墜されないことについては絶対の自信が有ったと証言している。
「義足のエース」として著名な檜與平少佐も、稀代の名機であり、旋回性が良いため無理をしない限り絶対に落とされる機体ではないと評したほか、方向舵ペダルの形状から自身の義足を改造する必要はあったものの操縦は容易で性能は十分に満足できるものであり、P-51に旋回性能で勝るのみならず、中高度であれば速力でも劣らなかったと言う。エンジンについては檜 (1985) では整備が楽で100%近い稼働率を誇り信頼性が高く、全開での連続運転にも大いに信頼がおけ、三式戦闘機とは天地の差である、せめて半年前にこの機体が出来ていれば戦局も変わっていたのではなど、賛辞を惜しまない。檜 (1999) では信頼性100 %稼働率100 %であるとまで記している。
前述の稲山大尉は故障が少なく操縦性能も良好で初心者でも乗りこなせるのが素晴らしく、当時の陸軍戦闘機の中で最も旋回性能が良かったとするが、前述の縦安定性の問題のほか、舵が軽すぎて頼りなかった点も指摘している。他にも上昇力があり飛行はスムーズで三式戦闘機より軽く感じるなどの証言がある。
一型丁と比較すれば高速化され、さらに軽量化と大馬力化が実現されており、稼働率も上昇した。実戦部隊はこれを強く歓迎し、五式戦闘機が配備された航空隊の士気は非常に上がったとされる。
航空審査部は1945年2月に不時着したP-51Cを鹵獲し、模擬空戦に使用している。渡辺 (1999) によれば、航空審査部が行った模擬空戦では、五式戦闘機にとって決して分が良いとは言えなかったようである。なお黒江の駆るP-51Cと三式戦闘機の模擬空戦を目撃した檜は、P-51に対しては三式戦闘機では全く相手にならなかったと著している。
その他外国の文献では、ウイリアム・グリーン『第二次大戦の世界の軍用機』第三巻に、その性能はF6Fを上回り、P-51に匹敵するもので、即席の作品としては最も成功したものの一つである、などと紹介されているという。

## 実戦

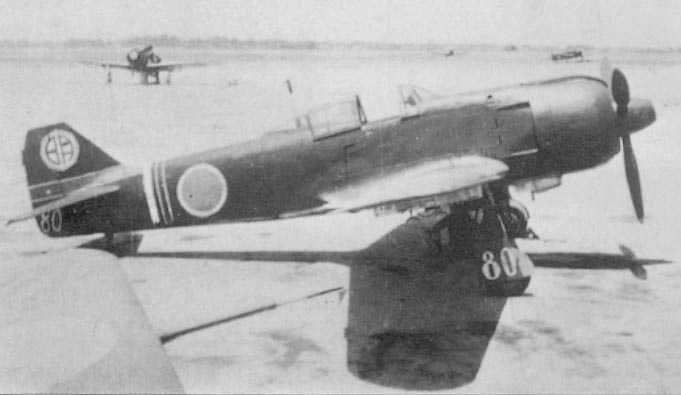
飛行第111戦隊の五式戦闘機一型(キ100-I)

五式戦闘機の飛行性能は三式戦闘機一型丁を超え、最高速度は低下したが運動性の観点から比較すれば三式戦闘機二型以上の性能を示した。また稼働率が向上し、予想外の高性能を発揮した。また連合軍機との戦闘に良く応えた。ただし連合軍機と比較し、傑出した性能を備えた高性能戦闘機という訳ではない。
1945年6月5日、飛行第111戦隊の13機はB-29爆撃機を攻撃し、6機撃墜・5機不確実・操縦士脱出者23名を報告、五式戦闘機の未帰還機は2機だった。
7月16日、やはり飛行第111戦隊の「義足のエース」檜與平少佐と、江藤豊喜少佐に率いられた24機の五式戦闘機が、硫黄島を出撃したアメリカ陸軍航空軍第21戦闘機群 (21st FG)、第506戦闘機群 (506th FG) 所属のP-51アメリカ軍側記録では96機(檜の認識によれば250機)と三重県松阪市上空にて交戦し、撃墜6機、不確実5機(アメリカ軍側記録では撃墜1機)、被撃墜5機(3名戦死、2名生還)の記録が残っている。この戦闘で檜少佐は15機のP-51に包囲されるも、これを振り切り無事帰還、かつ1機撃墜した。
ただしこの戦闘は多数の米軍機に各個撃破される苦しい戦闘であり、檜の指揮も適切ではなかったとの批判も有る。
7月25日、滋賀県神崎郡（現・東近江市）付近上空で、アメリカ海軍の軽空母ベロー・ウッド所属の18機のF6Fに対して、飛行第244戦隊所属機のうち16機で挑み、被撃墜1機と引き替えに、撃墜12機を報じている。
1945年7月28日には飛行第244戦隊が18機の五式戦闘機で24機のF6Fと交戦し、2機を失うも12機を撃墜するなど、質量共に厳しい航空戦を強いられていたこの時期にあって少なくない戦果を報告している。
ただし7月25日の戦闘の様に、日本側はF6Fを10機撃墜3機撃破、自軍の損害2機とするも、米軍側の記録では逆に撃墜8、撃墜不確実3、撃破3、自軍の損害を2とするなど、実際は互角であったと言うケースもある。なおこうした戦果の2倍から3倍の誤認・重複などは、日米共通の空戦における普遍的な判定であった。しかし連合軍機と互角に戦闘可能な新型戦闘機の出現により、前述した244戦隊操縦士の証言などに見られるように、前線部隊の意気は大いにあがった。
五式戦闘機は1,500馬力クラスであり、アメリカのP-51ムスタング（1,700馬力クラス）に及ばぬまでも接近する出力性能は持っていた。しかしながらP-51は空気力学的洗練により最高で700 km/h以上の速度性能を発揮し、同じ日本の四式戦闘機や各国の新鋭機は軒並み2,000馬力クラスかそれ以上であり、カタログスペック上から見れば戦局を覆せる様な新鋭高性能機などではなく、元来は三式戦闘機二型の実用化までの繋ぎの意味もある戦闘機であり、さらには空襲の被害などにより、戦局を覆せるだけの大量生産がなされたわけでもなかった。だが連合軍新鋭機、F6FおよびF4Uと互角の戦いが行えたことは実証されており、末期の日本陸軍航空隊の士気の拠り所となった。
なお、戦中、アメリカ軍は五式戦闘機の存在を認識しておらず、特にコードネームは与えられていない。小牧基地で4機が接収されアメリカに搬送されたが、本機は特にアメリカ軍の興味を引かずまた性能テストもされず、戦後のレポートでは、性能や構造などで特に感銘は受けなかったようである。。

## 現存する機体
終戦時、数機の五式戦闘機が米空母に搭載されてアメリカ本土に輸送されたが、その後の消息は不明である。

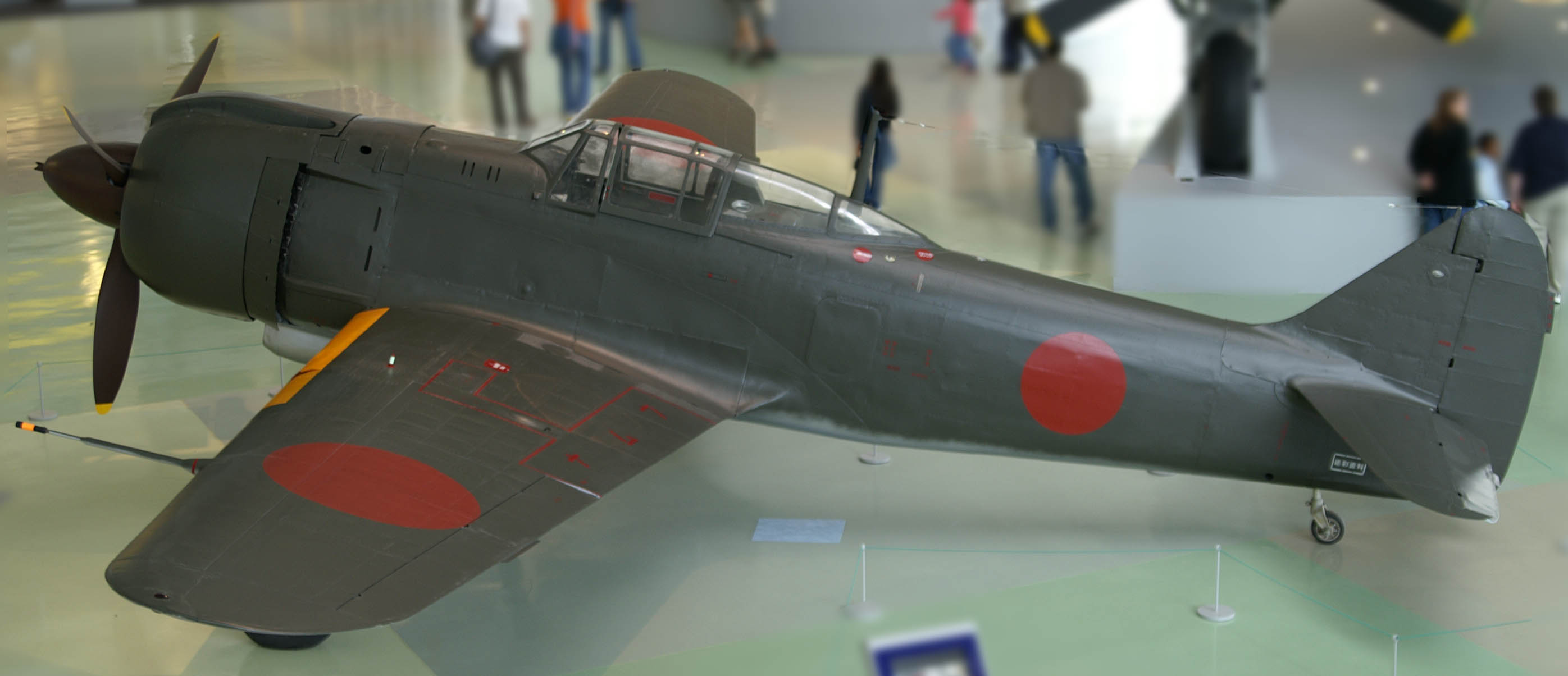
イギリス空軍博物館に展示されている五式戦闘機一型（キ100-I）

世界で唯一の現存機としては、イギリスのイギリス空軍博物館（RAF博物館）に所蔵されている、1945年6月製造の一型（第163365号機）とされる機体がある。
本機は陸軍航空輸送部各務原飛行機部の手により、1945年7月末に小牧を出発し上海、台湾などを経由しシンガポールに向け回送中、8月に経由地であるカンボジアで終戦を迎え、サイゴンのタンソンニャット飛行場にてイギリス軍に接収、零式艦上戦闘機、一〇〇式司令部偵察機、四式基本練習機などと共に持ち帰られた。終戦直後の1945年11月に行われたテスト飛行中の事故で、オイルクーラーやプロペラ、尾輪などが破損したため、全てがオリジナルパーツという訳ではないが、エンジン・機体共に極めて良好な状態にまでレストアされており、1986年頃には、エンジンの地上運転を行ったこともある。同博物館では、本機は世界の航空史に残るマイルストーン的存在の名機として解説されており、2003年11月から2011年9月までRAF博物館ロンドン館マイルストーン室に展示されていたが、2012年1月末からは同博物館コスフォード館で公開されている。

## 性能諸元

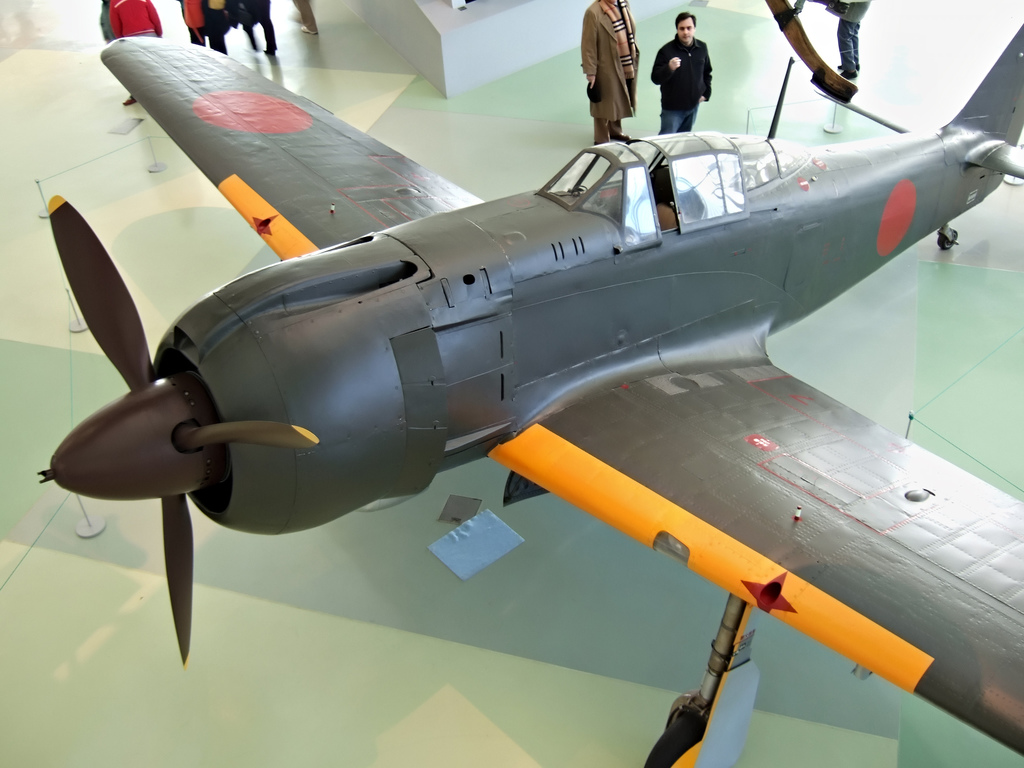
エンジン排気管周りのアレンジは同時代の日本機よりもモデルとなったFw 190に近い

※使用単位についてはWikipedia:ウィキプロジェクト 航空/物理単位を参照
| 全幅         | 12.00 m                                                           |
| 全長         | 8.9245 m（渡辺） / 8.818 m（学研）                                |
| 全高         | 3.75 m                                                            |
| 翼面積       | 20 m2                                                             |
| 翼面荷重     | 174.8 kg/m2（全備状態）                                           |
| 自重         | 2,525 kg                                                          |
| 全備重量     | 3,495 kg                                                          |
| 燃料         | 機内に595リットル、増槽として200リットル×2 水メタノール95リットル |
| エンジン     | ハ112-II型（離昇出力1,500馬力）                                   |
| 最大速度     | 580 km/h（高度6,000 m）                                           |
| 巡航速度     | 400 km/h（高度4,000 m）                                           |
| 航続距離     | 機内燃料で3時間30分/1,400 km、増槽装備時5時間30分/2,200 km        |
| 上昇力       | 5,000 mまで6分、8,000 mまで11分30秒                               |
| 実用上昇限度 | 11,000 m                                                          |
| 武装         | 機首ホ5 20 mm機関砲2門、翼内ホ103 12.7 mm機関砲2門                |
| 爆装         | 250 kg爆弾 2個                                                    |
| 総生産機数   | 393機(諸説あり)                                                   |

※ 諸元は特記無き限り 渡辺洋二 (2006) 巻末資料、および 学習研究社 (2007) 歴史群像 太平洋戦史シリーズ 61『三式戦「飛燕」・五式戦』p.160の折り込みによる。爆装については『エアロ・ディテール』のp.48や巻末資料でも確認できる。

## その他
五式戦闘機よりやや早い時期に、DB 601を愛知航空機で海軍向けに国産化・改良した水冷エンジンのアツタ三二型の生産遅延のため、艦上爆撃機「彗星」でも、首なし機体が愛知航空機の工場内外に滞る状態となったことから、エンジンを空冷の金星六二型(ハ112-IIの海軍名)に換装した彗星三三型が生産されることになった。詳しくは当該項目を参照。

## 登場作品

### 漫画・アニメ
『荒野のコトブキ飛行隊』
TVアニメ第8話、第12話に登場。
『戦場まんがシリーズ』
シリーズ中、「レッドスカル」「爆撃兵団鵺」などに登場する。
『日の丸あげて』
主人公の乗機P-51が大破し、五式戦闘機に乗り換える。
『こちら葛飾区亀有公園前派出所』
「五式物語」に登場。戦時中に墜落した機を引き揚げてレストアする。

### 小説
『パラレルワールド大戦争』
豊田有恒のSF小説。飛行第47戦隊など陸軍所属機が登場。松代大本営跡に生じたタイムトンネルを介して1945年の日本に介入した自衛隊により、部品や燃料を未来から持ち込まれた自動車用のものに変更し、さらに敵味方識別装置の搭載や、翼下に2発のサイドワインダー・ミサイルを搭載するなどの改造を施して米軍機との防空戦に用いられる。

### ゲーム
『War Thunder』
プレイヤーの操縦機体として一型・二型が登場する。
『荒野のコトブキ飛行隊 大空のテイクオフガールズ！』
各キャラクターの搭乗可能機体として登場。